# Batman (film, 1989)
Batman je americký kriminální thriller z roku 1989, který natočil Tim Burton podle komiksových příběhů o Batmanovi. Hlavní role ve filmu ztvárnili Jack Nicholson, Michael Keaton, Kim Basinger, Robert Wuhl a Pat Hingle. Do amerických kin byl snímek, jehož rozpočet činil 35 milionů dolarů, uveden 23. června 1989, přičemž celosvětově utržil 411 348 924 dolarů. Díky úspěchu filmu byl v roce 1992 natočen navazující film Batman se vrací.
Film získal Oscara v kategorii nejlepší výprava. Jack Nicholson byl za svůj herecký výkon nominován na Zlatý glóbus a cenu BAFTA. Snímek byl nominován i na dalších pět cen BAFTA, a to v kategoriích nejlepší kostýmy, masky, výprava, zvuk a speciální efekty.

## Příběh
Zatímco se město Gotham připravuje na oslavy 200. výročí založení, maskovaný Batman bojuje s místními zločinci. Jedním z nich je i děsivý Joker, který má v plánu se nejen pomstít Netopýřímu muži za své znetvoření, ale zároveň chce i pomocí nebezpečných chemických přípravků ohrozit všechny obyvatele města. Bruce Wayne se mezitím seznámí s fotoreportérkou Vicki Valeovou, která pracuje na odhalení Batmanovy identity.

## Obsazení
- Jack Nicholson (český dabing: Pavel Soukup) jako Jack Napier / Joker (v originále The Joker)
- Michael Keaton (český dabing: Zdeněk Hruška) jako Bruce Wayne / Batman
- Kim Basinger (český dabing: Miluše Šplechtová) jako Vicki Valeová
- Robert Wuhl (český dabing: Otakar Brousek mladší) jako Alexander Knox
- Pat Hingle (český dabing: Ilja Prachař) jako komisař Gordon
- Billy Dee Williams (český dabing: Jiří Schwarz) jako Harvey Dent
- Michael Gough (český dabing: Josef Velda) jako Alfred Pennyworth
- Jack Palance (český dabing: Bohumil Švarc) jako Carl Grissom

## Filmová kritika
Server Rotten Tomatoes udělil snímku 72 % na základě 67 recenzí (z toho 48 jich bylo spokojených). Od serveru Metacritic získal film, podle 17 recenzí, celkem 66 ze 100 bodů.